# Двигатель Nissan ZD
Двигатели Nissan ZD — дизельные двигатели внутреннего сгорания производства Nissan Motors.
Они оснащены чугунным картером коленчатого вала, который горизонтально разделён в плоскости коленчатого вала на нижнюю и верхнюю части. Набор балансирных валов с зубчатым приводом расположен немного выше коленчатого вала, вакуумный насос размещён на крышке редуктора и приводится в движение балансирным валом RH. Масляный насос Gerotor также расположен на передней стороне коленчатого вала. Змеевидный пояс с гидронатяжителем приводит в действие водяное охлаждение, ТНВД и генератор переменного тока. Двигатель может сочетаться с механическими коробками передач.
Головка блока цилиндров с поперечным потоком из алюминиевого сплава оснащена двумя распределительными валами (DOHC), приводимыми в движение комбинированным зубчато-цепным приводом, приводящим в действие 4 клапана на цилиндр (всего 16) с помощью ковшовых толкателей. Выхлоп находится на стороне LH, что обеспечивает расположение «вперёд», когда двигатель установлен поперечно. Даже первые серии двигателей имели ECU с электронным управлением дроссельной заслонкой, датчик MAF (для двигателей мощностью 96 кВт и ниже), усовершенствованный контроль уровня смазочного масла и т.д. Двигатели с турбонаддувом и промежуточным охлаждением имеют вихревые заслонки, встроенные во впускной коллектор для улучшения сгорания на низких оборотах.
Оригинальные версии этого двигателя были представлены в 1999 году (MY 2000) с использованием распределительного ТНВД VP44.

## ZD30DD

### Устанавливался на
- Nissan Caravan/Urvan/Homy E25 (2001—2004)
- Thairung NISSAN FREELIFE (2002—2008)

## ZD30DDT

### Устанавливался на
- Nissan Navara/Frontier D22 (2001—2006)
- Thairung NISSAN SUPER XCITER (2002—2008)

## ZD30DDTT
Двигатель ZD30DDTT выпускается с 2000 года в двух поколениях:
- ZD30DDTI (2000—2006)[1]
- ZD30DDTI CRD (2007 — настоящее время)

### Устанавливается на
- Nissan Caravan/Urvan/Homy E25 (2002—2012)
- Nissan Pathfinder (2000—2006)[2]
- Nissan Patrol (2000—2006)

- Nissan Terrano II (2000—2006)
- Nissan Elgrand (2000—2006)
- Renault Master (2003—2007)
- Renault Mascott (2007—2010)
- Nissan NT400/Atlas F24 (2007 — настоящее время)
- Nissan Atleon (2006—2013)
- Nissan Civilian (2007—2010)
- Nissan NT500 (2013—2018)